# William Beechey
William Beechey (12. prosince 1753 Burford – 28. ledna 1839 Londýn) byl anglický malíř známý především svými portréty osobností tehdejší doby.

## Život
Narodil se ve městě Burford v hrabství Oxfordshire. Jeho otcem byl advokát William Beechey, matka se jmenovala Hannah Readová. V mladém věku mu oba rodiče zemřeli, společně se svými sourozenci byl vychováván svým strýcem, rovněž advokátem, který žil nedaleko města Chipping Norton.
V roce 1772 byl přijat do Royal Academy Schools, předpokládá se, že zde studoval pod vedením malíře Johana Zoffanyho. Beechey vystavoval poprvé v Royal Academy of Arts (česky Královská akademie) v roce 1776.

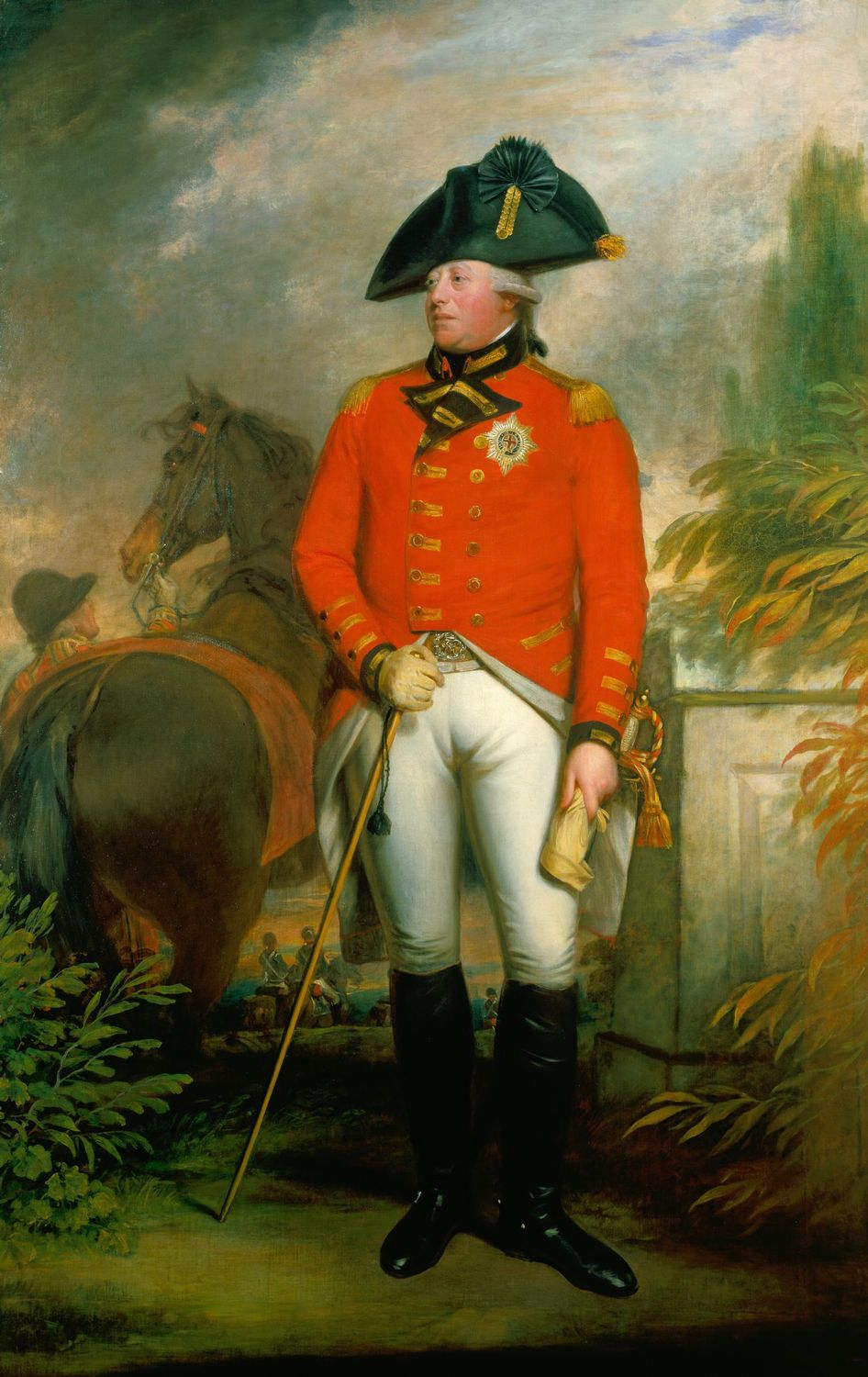
Obraz krále Jiřího III. od Williama Beechyho (1799–1800)

V roce 1793 byl jmenován malířem královny Šarloty. Posléze jeho práce pro královskou rodinu rostla; v roce 1797 již vystavoval šest portrétů členů královské rodiny. V roce 1798 byl jmenován členem Royal Academy of Arts. V témže roce namaloval a vystavil velký obraz George III and the Prince of Wales Reviewing Troops (Jiří III. a princ z Walesu si prohlížejí vojáky).
V roce 1813 byl jmenován portrétním malířem Williama Fredericka, 2. vévody z Gloucesteru a v roce 1830 osobním malířem krále Viléma IV.
Zemřel v Londýně ve věku 85 let.

## Rodina
William Beechey se poprvé oženil v roce 1772 s Mary Ann Jones (cca 1760–1793). Spolu měli mj. malíře a egyptologa Henryho Williama Beecheyho (1788–1862). Po smrti své ženy se oženil podruhé, a to v roce 1793, s malířkou Anne Phyllis Jessop (1764–1833). Spolu měli mj. námořního důstojníka, polárního objevitele, hydrografa a malíře Fredericka Williama Beecheyho (1796–1856), malíře George Duncana Beecheyho (1798–1852), duchovního St. Vincenta Beecheyho (1806–1899) a malíře a námořního důstojníka Richarda Brydgese Beecheyho (1808–1895).

## Dílo
Beechey je autorem velkého množství portrétů osobností tehdejší doby: členů královské rodiny, státníků, vědců, umělců, důstojníků nebo církevních hodnostářů. Jeho portréty jsou oceňovány pro barevnost a živost, včetně vynalézavosti póz jeho modelů.
Jeho obrazy jsou vystaveny v řadě světových galerií, k nimž se řadí například Louvre, Royal Academy of Arts, Smithsonův institut, Národní portrétní galerie v Londýně, Tate Gallery nebo Metropolitní muzeum umění.

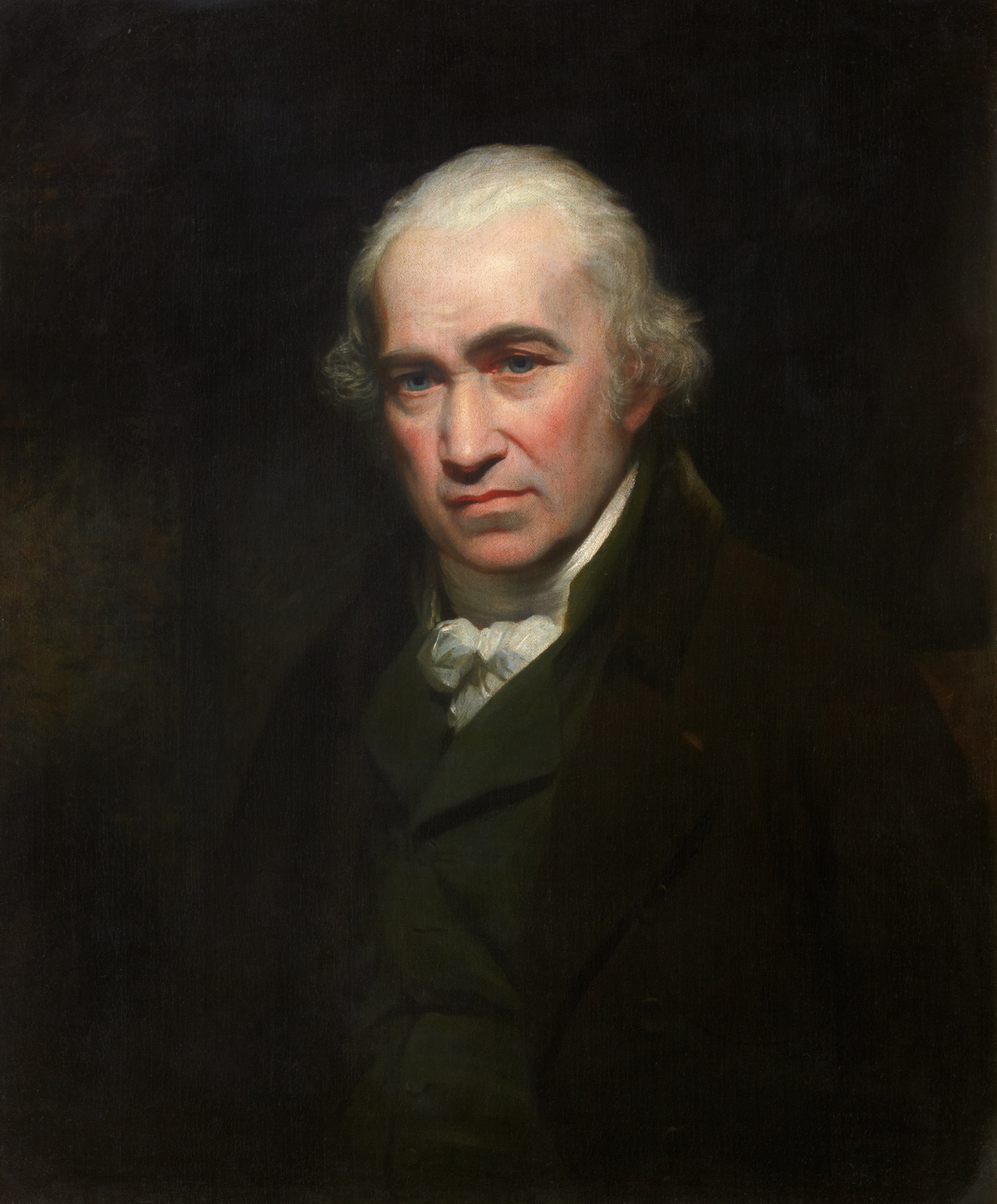
Obraz Jamese Watta od Williama Beecheyho (1802)

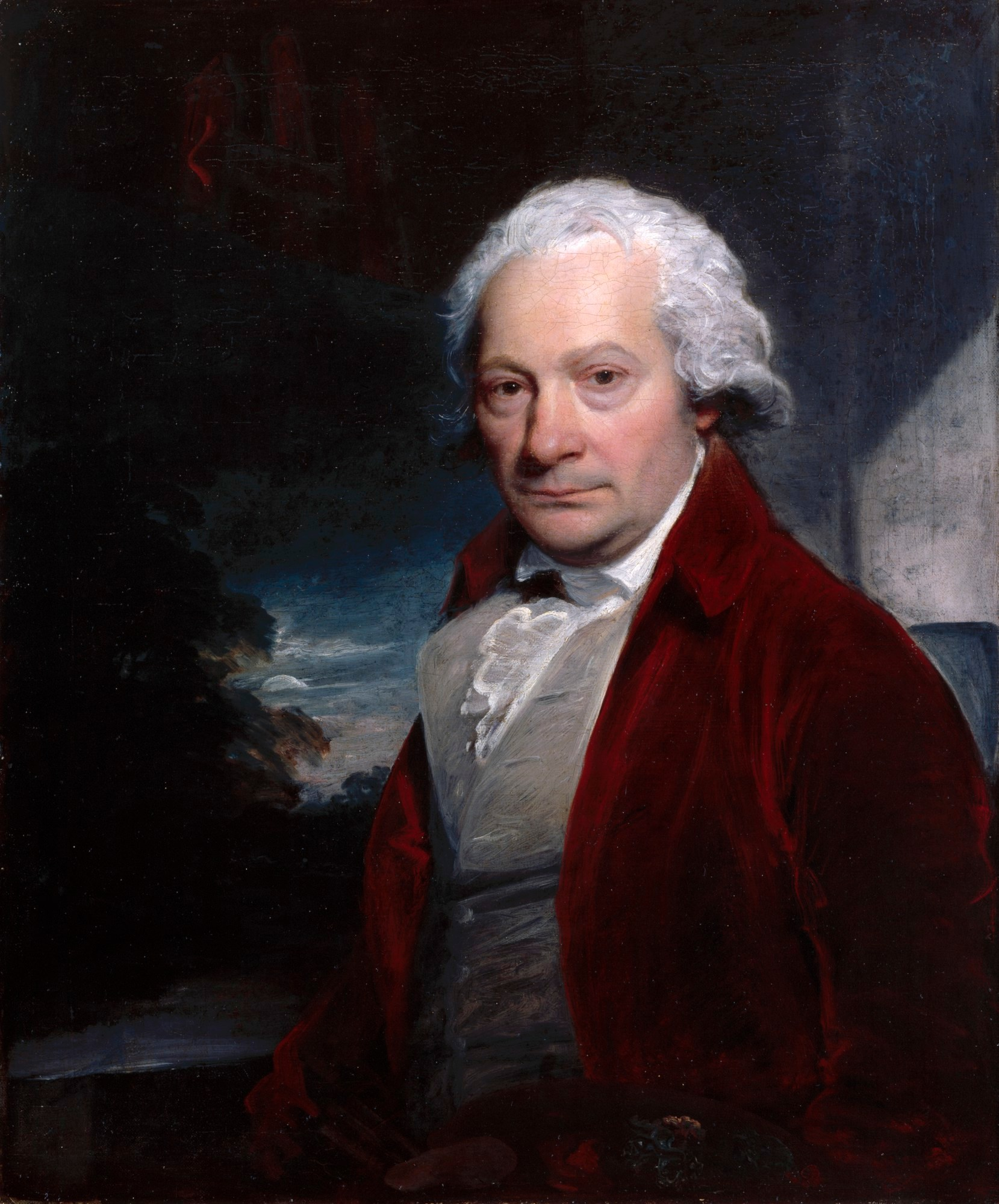
Obraz Paula Sandbyho od Williama Beecheyho (1789)